# Monommata appendiculata
Monommata appendiculata är en hjuldjursart som beskrevs av Soili Kristina Stenroos 1898. Monommata appendiculata ingår i släktet Monommata och familjen Notommatidae. Inga underarter finns listade i Catalogue of Life.